# Morti nel 1488
| Questa pagina contiene informazioni ricavate automaticamente dalle voci biografiche con l'ausilio del template Bio e di un bot. L'aggiornamento è periodico e automatico e ricostruisce completamente la pagina. Se manca una persona in questa lista, sei pregato di non aggiungerla, ma accertati piuttosto che la sua voce biografica contenga il template Bio e che i dati anagrafici siano correttamente compilati. Se il template Bio manca, inseriscilo tu stesso o, in alternativa, metti l'avviso {{tmp\|Bio}} che ne segnala la mancanza. Se i dati riportati sono sbagliati, correggi direttamente la voce biografica; le modifiche saranno visibili in questa lista entro pochi giorni. Per chiarimenti vedi il progetto biografie. La lista contiene solo le 34 persone che sono citate nell'enciclopedia e per le quali è stato implementato correttamente il template Bio. Pagina aggiornata al 10 lug 2025. |

- 9 febbraio - Bernardo Pulci, poeta italiano (n. 1438)
- 1º aprile - Giovanni II di Borbone, duca (n. 1426)
- 14 aprile - Girolamo Riario, sovrano e politico italiano (n. 1443)
- 4 maggio - Cecca, ingegnere italiano (n. 1446)
- 23 maggio - Luisa de' Medici, italiana (n. 1476)
- 31 maggio - Galeotto Manfredi, condottiero italiano (n. 1440)
- 4 giugno - Giovan Pietro Carminati di Brembilla, nobile, militare e condottiero italiano
- 10 giugno - Álvaro de Zúñiga, nobile spagnolo (n. 1410)
- 11 giugno - Giacomo III di Scozia, re scozzese
- 20 giugno - García Álvarez de Toledo y Carrillo, nobile e ufficiale spagnolo (n. 1424)
- 30 luglio - Clarice Orsini, nobile italiana (n. 1453)
- 19 agosto - Ippolita Maria Sforza, duchessa (n. 1445)
- 3 settembre - Pier Luigi Borgia, nobile e generale spagnolo (n. 1458)
- 9 settembre - Francesco II di Bretagna, conte (n. 1433)
- 13 settembre - Carlo II di Borbone, cardinale e arcivescovo cattolico francese (n. 1433)
- 2 ottobre - Giovanni Arcimboldi, cardinale e arcivescovo cattolico italiano (n. 1426)
- 7 ottobre - Giovanna degli Albizzi, italiana (n. 1468)
- 15 ottobre - Antonio Feletto, vescovo cattolico italiano
- 17 ottobre - Francesco di Antonio del Chierico, miniatore e orafo italiano (n. 1433)
- Francesco Accolti, giurista, letterato e umanista italiano (n. 1416)
- Jacopo Capece Galeota, nobile e condottiero italiano
- Giacomo Carafa, nobile e condottiero italiano
- Nicolas Chuquet, matematico francese (n. 1445)
- Lanfranco da Oriano, giurista italiano (n. 1398)
- Molla Gürâni, religioso e funzionario ottomano
- Giovanni Pannocchieschi d'Elci, vescovo cattolico italiano
- Simone Papa il Vecchio, pittore italiano (n. 1430)
- Scipione Pico della Mirandola, militare e nobile italiano (n. 1425)
- Cola Rapicano, miniatore italiano
- Maria Stuart, principessa scozzese (n. 1453)
- Trailokanat, sovrano siamese (n. 1431)
- Andrea del Verrocchio, scultore e pittore italiano (n. 1435)
- Ulisse degli Aleotti, notaio e letterato italiano
- Elisabetta di Kleve, principessa (n. 1420)